# Уцјена (ТВ филм)
„Уцјена” је југословенски ТВ филм из 1982. године. Режирао га је Владимир Фулгоси а сценарио је написао Мирко Саболовић.

## Улоге
| Глумац            | Улога |
| ----------------- | ----- |
| Инге Апелт        |       |
| Неда Арнерић      |       |
| Борис Бузанчић    |       |
| Адем Чејван       |       |
| Шпиро Губерина    |       |
| Звонко Лепетић    |       |
| Божидар Орешковић |       |
| Милан Срдоч       |       |